# キャンボゴ大学
チャンボゴ大学(Kyambogo University, KYU)はウガンダのカンパラにある公立大学。2003年に既存の3つの学校を統合して設立された。

## 設立
チャンボゴ大学は以下の専門大学を統合して2003年に設立された。
- ウガンダ工科大学チャンボゴ
- チャンボゴ教育大学
- ウガンダ特別教育大学

## 学部
2015年現在、以下の学部がある。

- 理学部
- 教育学部
- リベラルアーツ学部
- 工学部
- 特別支援・リハビリテーション学部
- 職業学部

### その他
- ODeLセンター（Open, Distance and e-Learning Centre、Eラーニングによる学位取得システム）[5]
- 経営起業学院（School of Management and Enterpreneurship）[6]